# マルコ・ペトコヴィッチ
マルコ・ペトコヴィッチ（Marko Petković, Марко Петковић、1992年9月3日 - ）は、セルビア・スレムスカ・ミトロヴィツァ出身のプロサッカー選手。FK TSC所属。サッカーセルビア代表。ポジションはDF（RSB）。

## 経歴

### クラブ
OFKベオグラードの下部組織で育成され、2010-11シーズンにプロデビュー。OFKには下部組織時代から通算で8シーズン在籍した。
2013年8月31日、移籍期間最終日にレッドスター・ベオグラードと契約を結んだ。
2017年7月1日、FCスパルタク・モスクワに移籍。

### 代表
ユース年代からセルビア代表に選ばれている。
2015年11月13日、チェコ代表との親善試合で代表初出場。

## タイトル
レッドスター・ベオグラード
- セルビア・スーペルリーガ: 2013-14, 2015–16

スパルタク・モスクワ
- ロシア・スーパーカップ: 2017